# Hipodrom Auteuil

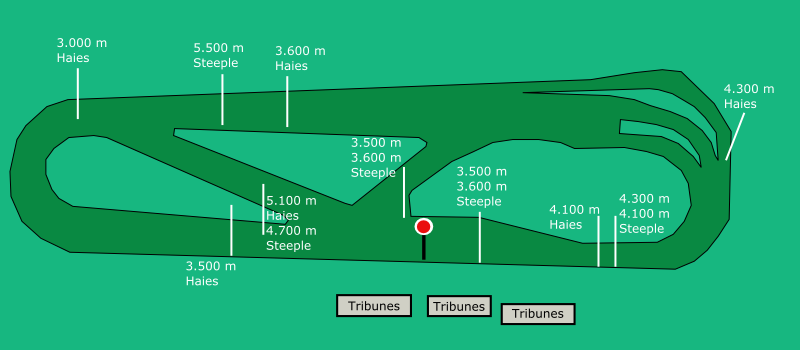
Plánek závodiště

Hipodrom Auteuil je dostihové závodiště v Paříži. Leží v 16. obvodu v jihovýchodní části Boulogneského lesíka. Jeho název je odvozen od bývalé obce Auteuil. Areál má rozlohu 44 ha. Konají se zde překážkové běhy. Hlavní závod Velká pařížská steeplechase se odehrává každoročně v květnu.

## Historie
V roce 1863 byla založena společnost Société des Steeple-Chases. Až do prusko-francouzské války se závody odehrávaly na hipodromu Vincennes. Po válce bylo rozhodnuto vytvořit nové závodiště v Boulogneském lesíku. Hipodrom byl otevřen 1. listopadu 1873.

Hippodrome d'Auteuil

## Dostihy
- Prix Notre-Dame de Paris,  steeplechase pro pětileté a starší koně